# Esteban Klísich
Esteban Klísich (Montevideo, 26 de diciembre de 1955) es un guitarrista, cantautor y compositor uruguayo. Ha producido numerosas obras instrumentales, arreglos y canciones abarcando diversos géneros, desde la música académica a la popular y desde la composición con letra a la instrumental y orquestal.

## Biografía
Nació en el barrio Belvedere de Montevideo, Uruguay. Estudió guitarra con Amílcar Rodríguez Inda y Abel Carlevaro, de interpretación, armonía y composición musical con René Marino Rivero y Guido Santórsola, de solfeo con René Fernández y Alicia Pietrafesa Bonnet de Sanguinetti, de composición con Coriún Aharonián y análisis e información de la música del siglo XX con Graciela Paraskevaídis.
Entre 1976 y 1994 ejerce la docencia privada impartiendo clases de guitarra (culta y popular). En 1987 obtuvo por concurso de méritos el cargo de Profesor de Armonía en la Escuela Universitaria de Música (Universidad de la República) y en 1998 fue contratado por la misma, para dictar los cursos de Actualización profesional sobre perfeccionamiento de la mano derecha en guitarra y Acompañamiento en los diferentes lenguajes musicales.
Su obra para guitarra Carbono 14 le valió una mención especial en el concurso de composición «30 años de Editorial Barry» (Buenos Aires), en 1977 y en 1989 la Intendencia de Montevideo, le entregó el cuarto premio por su obra Planetario en el marco del Concurso Municipal del Disco.
A partir de 1999 es convocado por la Escuela Universitaria de Música (Universidad de la República), para dictar los cursos de: Prácticas de acompañamiento e improvisación en lenguajes musicales populares para instrumentistas.
Desde 2011 entá a cargo los cursos de: Introducción a la armonía para instrumentos de cuerdas, Introducción a las técnicas de la mano derecha en guitarra e Introducción en arreglística para los diferentes lenguajes musicales en el Programa «Guitarra Negra» de la Intendencia Departamental de Montevideo.
En su trabajo docente utiliza su propio método de enseñanza que materializó en su obra bibliográfica. Sus libros son material referente en Enseñanza Secundaria conformando parte de la bibliografía recomendada a docentes para el segundo año de bachillerato en arte y expresión. También son utilizados por docentes de música en general.
En septiembre de 2015 es convocado para participar en la 8° edición de Autores en Vivo, ciclo organizado por la Asociación General de Autores del Uruguay con el objetivo de tener un registro en formato audiovisual de alta definición de los mayores exponentes de la música uruguaya.
En octubre de 2015, recibió el primer Premio Nacional de Música MEC Categoría: Tango, para su obra «Atardecer de viento», 2.º movimiento del concierto «Belvedere» para bandoneón y orquesta de cuerdas. (editado en 2016).
En 2016, recibe la beca Zabala Muniz a la trayectoria de los Fondos de Estímulo para la Formación y Creación Artística (FEFCA) para la edición de su libro «Manual de Improvisación» editado en julio de 2017 y para el dictado de un ciclo de Master Classes en la E.U.M. (2017).
En 2018, el proyecto «40 años de canciones» es seleccionado por el Fondo Concursable de la Cultura para la financiación del Cd «Del Pan y las Rosas». El disco es un homenaje a los 40 años de composiciones de canciones y cuenta además con tres homenajes en memoria: una milonga al Maestro Abel Soria (Milonga histérica) y dos coautorías, una sobre texto de Líber Falco (Vía muerta) y la segunda junto a su alumno Edison Vilizzio (Caracol). Además, se encuentran en el Cd cuatro bonus track´s de versiones instrumentales de bases de guitarra del autor.
En 2019, el autor obtiene el Premio Internacional Ibermúsica para la creación de canciones en la sexta edición que convocó a 724 postulantes de Latinoamérica. Para esta nominación el autor compone «Avenida Valentín», «Del olvido y la niebla» y «Autocrítica» junto a tres nuevas canciones que se reúnen en un nuevo EP disponible en varias plataformas.

## Jurado y expositor
- 1984-85 - Panelista, expositor y jurado en el 3.º y 4.º Festival de la Música Popular de La Paz, en el Foro sobre Música Uruguaya y Latinoamericana y en el Primer Encuentro Latinoamericano de la Canción.
- 1986 - Panelista Expositor en el Coloquio de la Cultura Uruguaya Joven realizado por Cinemateca Uruguaya.
- 1994 - Jurado en el Primer Festival de la Canción organizado por la IMM y en el concurso El tango y sus entornos organizado por la Institución Joventango.
- 1997 - Jurado en el Festival de Música Instrumental de Montevideo en 1995. En el Festival Municipal de la Canción y Jurado de Carnaval convocado por la I.M.M.
- 1998 - Jurado designado por los participantes, en el Concurso Cultura en Obra organizado por el Ministerio de Educación y Cultura, 1998.
- 1999 - Jurado en el XXVI Concurso Internacional de Música «Dr. Luis Sigall» organizado por la Corporación Cultural de Viña del Mar, Chile.
- 2016 - Jurado en los Premios Nacionales de Música otorgados por el MEC (Ministerio de Educación y Cultura), Uruguay.

## Discografía
Desde 1985 Esteban Klísich ha transitado los más diversos géneros, recreando paisajes sonoros ciudadanos, camperos y populares, grabando junto a un importante número de cantantes y músicos, uruguayos y argentinos. Sus tres casetes y ocho CD reúnen más de noventa canciones. 
En 2013 edita su primer disco instrumental El Oriental y otras músicas sin letra.
| Nombre                                | Sello                                                                                       | Serie          | Año  | Notas |
| ------------------------------------- | ------------------------------------------------------------------------------------------- | -------------- | ---- | --- |
| Un campo blanco                       | Ayuí/Tacuabé                                                                                | a/e47k         | 1985 | Editado en casete. |
| Planetario                            | Ayuí/Tacuabé                                                                                | a/e78k y a/e78 | 1987 | Editado originalmente en casete y vinilo y reeditado en CD. |
| 7 Solistas                            | Ayuí/Tacuabé                                                                                | a/e72k         | 1988 | Álbum colectivo editado en casete, en el que se incluyeron grabaciones de Eduardo Mateo, Mauricio Ubal, Mariana Ingold, Rubén Olivera, Laura Canoura y Eduardo Darnauchans. |
| Café Belvedere                        | Ayuí/Tacuabé                                                                                | a/e118K        | 1993 | Editado originalmente en casete, tiene una reedición en CD. |
| Donde cayó el avión                   | Ayuí/Tacuabé                                                                                | a/e138cd       | 1995 | Editado en CD. Editado originalmente en LP. |
| Naif                                  | Ayuí/Tacuabé                                                                                | a/e190cd       | 1998 | Editado en CD. |
| Los Ramonteros                        | Ayuí/Tacuabé                                                                                | pd 2012        | 1999 | Antología de sus canciones editadas en CD y publicada en la colección “30 años de la música uruguaya” editado por el sello Ayuí / Tacuabé. |
| Veintiocho                            | Ayuí/Tacuabé                                                                                | a/e276cd       | 2004 | Editado en CD. |
| Kraj                                  | Ayuí/Tacuabé                                                                                | a/e318cd       | 2007 | Álbum doble editado en CD. |
| El mar de la Nostalgia                | EPSA Music (Buenos Aires)                                                                   | 1075-02        | 2008 | Antología editada en CD, selección de Gustavo Margulies. |
| El Oriental y otras músicas sin letra | Ayuí/Tacuabé                                                                                | a/e384cd       | 2013 | Primer disco instrumental con obras grabadas en Estudios ION de Buenos Aires y Estudios DosReis, Estudios Vivace y Estudios Del Cordón de Montevideo. |
| Belvedere                             | EPSA Music (Buenos Aires) Edición digital Ayuí/Tacuabé                                      | 1872-02        | 2016 | Las mezclas de Montevideo fueron realizadas por Álvaro Reyes y el autor en Estudios DosReis. Las Mezclas de Buenos Aires fueron realizadas por César Rago y Norberto Villagra en Estudios Fort, por César Rago Juan Libertella y Diego Mazzarol en Estudios Liberty y por César Rago y Javier Mazzarol en Estudios ION. |
| Del Pan y las Rosas                   | Ayuí/Tacuabé                                                                                | A/E 438        | 2019 | Grabado, mezclado y masterizado por Álvaro Reyes en Estudio DosReis. Las tomas de grabación de «De acá nomás» fueron realizadas por el Martín Brizolara en el mismo estudio. Este disco fue un proyecto seleccionado por los Fondos Concursables para la Cultura del Ministerio de Educación y Cultura.                 |
| Avenida Valentín                      | Ediciones Tacuabé SRL Music Publisher: Agadu Provided to YouTube by The Orchard Enterprises | 2022-21-01     | 2022 | EP grabado, mezclado y masterizado por Álvaro Reyes en Estudio DosReis que contiene las composiciones: «Avenida Valentín», «Del olvido y la niebla» y «Autocrítica» comprometidas para el Premio Internacional Ibermúsica para la creación de canciones y tres canciones nuevas del autor.                              |

## Obras instrumentales
Ha compuesto cuarenta y tres obras instrumentales, y muchas de ellas son interpretadas por músicos uruguayos y extranjeros de Argentina, Chile, Venezuela, México, España, Francia y Alemania.
Su obra «El Glorioso», compuesta en 1985 para cuarteto de vientos, fue grabada en el disco «Compositores del Uruguay, Volumen 5», editado en 1988 y 1992.
En enero de 2010, el compositor actuó en el auditorio Vortragssaal der KSK Lauterecker en el concierto «En el alma el tango» interpretando tangos, milongas y temas de su autoría donde fue acompañado por el guitarrista Wolfgang Weigel (Alemania) y el barítono Héctor Guedes (Argentina). La oratoria sobre la música del Río de la Plata estuvo a cargo del Dr. Gerhard Hofmann.
Un mes después, fue estrenado su concierto para guitarra y orquesta de cuerdas «El Oriental» en el marco del Festival «Ma guitare au cœur des cultures» de Forbach organizado en el Musée de la mine du Carreau Wendel à Petite-Rosselle, en noche de gala «El Canto del Río, de Buenos Aires à Montevideo». La obra fue presentada por la European guitar Academy, Gitarrenland de Kusel (Alemania) e interpretada por el guitarrista solista Wolfgang Weigel (Alemania) y el Ensamble de la Orquesta Académica de Alicante (España).
En 2011, el concierto «El Oriental» fue interpretado en Alemania, en esta oportunidad por el Kammerensemble Classic der Deutschen Oper Berlin en la capital alemana, siendo el guitarrista solista César Nigro (Argentina) y contando con la actuación especial del violonchelo de Johannes Petersen (Alemania). La presentación estuvo a cargo del Dr. Gerhard Hofmann, ex corresponsal del Primer Canal de la Televisión Alemana (ARD) en Buenos Aires
En 2013 fue editado por el sello Ayuí el álbum «El Oriental y otras músicas sin letra», primer disco enteramente instrumental del compositor que reúne el concierto para guitarra y orquesta de cuerdas que dio nombre al Cd, sus «Ocho piezas para piano», la suite para dos guitarras «Del eclipse de luna» y otras obras para diferentes formaciones instrumentales.
En 2015, el concierto «El Oriental» fue interpretado en México. En el marco del 9.º Festival de guitarras «Guitarras en otoño» organizado por la Secretaría de Cultura del Estado de México y bajo la dirección artística del Director Mtro. Francisco Gil se llevó a cabo el Concierto de Gala de la Orquesta filármónica de Toluca. Con la dirección del Director huésped Mtro. Diego Sánchez Haase (Paraguay) y la guitarra solista de Jaime Soria Porto (México) la Orquesta Filarmónica de Toluca interpretó la obra El Oriental del Mtro. Esteban Klísich el 18 de octubre en la Sala Felipe Villanueva, principal escenario de la ciudad de Toluca, México.
En 2016, el sello EPSA Music publicó el segundo CD instrumental llamado «Belvedere», que además de otras obras instrumentales del compositor, incluye el concierto para bandoneón y orquesta de cuerdas que da nombre al disco, el «Concierto de invierno» para guitarra y orquesta de cuerdas y maderas, y «Responso para musas», obra para noneto de cuerdas y maderas.

## Libros
- Pequeño manual de Armonía. Tomo I. (4 ediciones)
- Pequeño manual de Armonía. Tomo II. (3 ediciones)
- Manual de rasgueos y ejercicios para la mano derecha. (3 ediciones)
- Pequeño manual de Improvisación. Editado en 2017 gracias a los Fondos de Estímulo para la Formación y Creación Artística (FEFCA), beca Zabala Muniz.
- Pequeño manual de rítmica. (2 ediciones)
- El obrero de la guitarra. Recopilación, digitación y arreglos de obras para guitarra (inédito)